# الیود کیپچوگه
الیود کیپچوگه (انگلیسی: Eliud Kipchoge؛ زادهٔ ۵ نوامبر ۱۹۸۴) یک دونده ماراتن، دونده دو استقامت، و ورزشکار دو و میدانی اهل کنیا است. وی در مسابقات کشوری و بین‌المللی در مجموع برندهٔ ۳ مدال طلا، ۳ مدال نقره، ۲ مدال برنز شده‌است. این دونده کنیایی توانست سریع‌ترین ماراتن تاریخ معاصر را به نام خودش ثبت کند. کیپچوگهٔ ۳۳ ساله با زمان ۲ ساعت و یک دقیقه و ۳۹ ثانیه قهرمان ماراتن برلین شد و بیش از یک دقیقه رکورد جهان را بهتر کرد. این قهرمان پیشین جهان در دوی ۵ هزار متر، صاحب مدال طلای ماراتن در المپیک ۲۰۱۶ ریو و المپیک ۲۰۲۰ توکیو و دوندهٔ نخست ماراتن لندن در ۲۰۱۸ میلادی، سال گذشته نیز در ماراتن برلین قهرمان شده‌بود.
او همچنین اولین شخصی است که موفق شده مسافت کامل دوی ماراتن را در کمتر از ۲ ساعت بدود. در اکتبر ۲۰۱۹ کیپچوگه مسافت ۴۲ کیلومتر و ۱۹۵ متر را در یک ساعت و ۵۹ دقیقه و ۴۰ ثانیه دوید. اما چون این رکورد در یک رقابت ثبت نشده بود، به‌عنوان رکورد جهانی محسوب نشد.
در ۲۵ سپتامبر ۲۰۲۲، کیپچوگه در ماراتن برلین رکورد دو ساعت و یک دقیقه و ۹ ثانیه را ثبت کرد و رکورد جهانی که در دست خودش بود را ۳۰ ثانیه بهبود داد. او ۴ دقیقه و ۴۹ ثانیه سریع‌تر از نفر دوم به خط پایان رسید.